# Fotografie v Súdánu

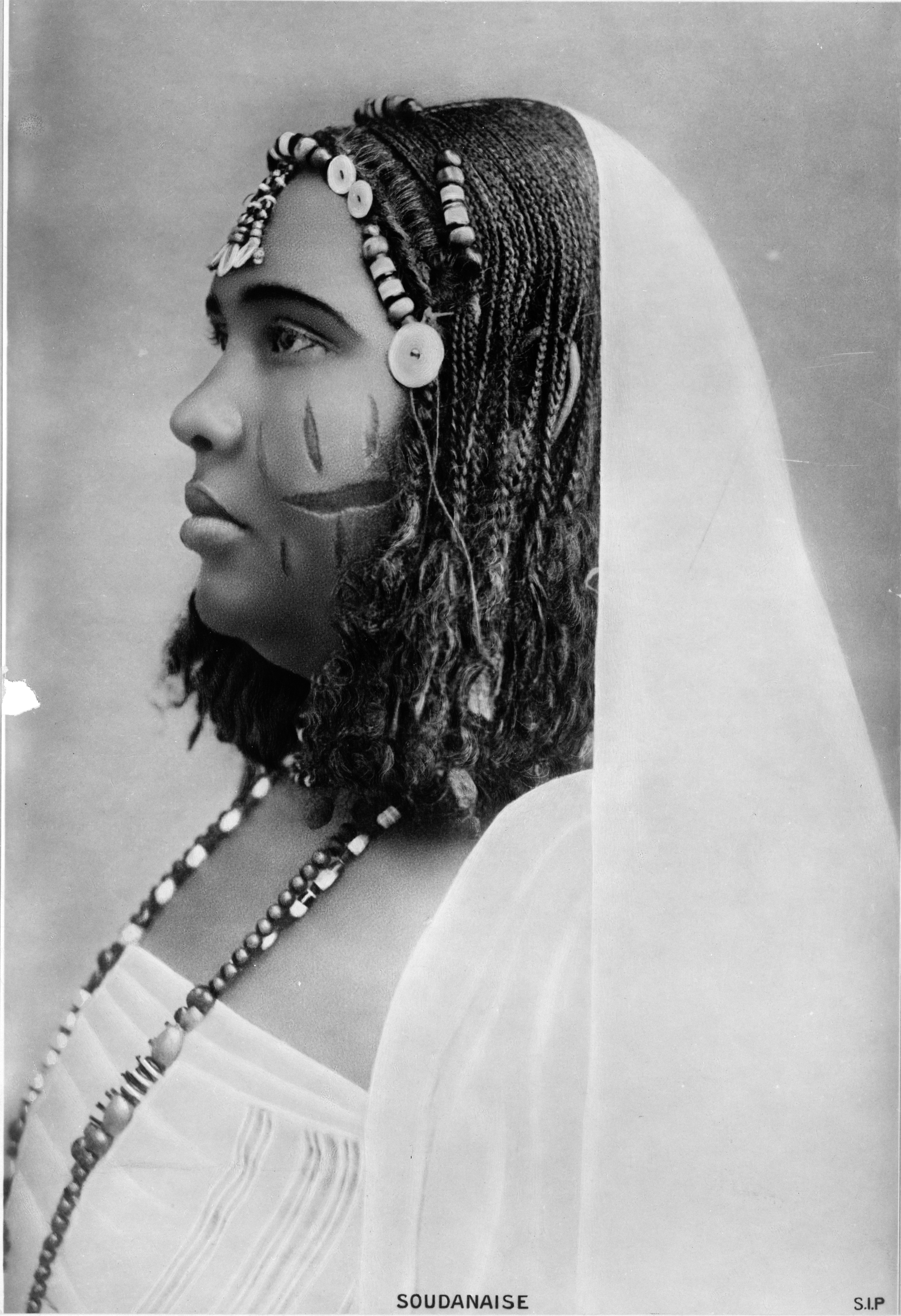
Súdánská žena se skarifikacemi, neznámý fotograf, pravděpodobně Gabriel Lekegian, 1890–1923

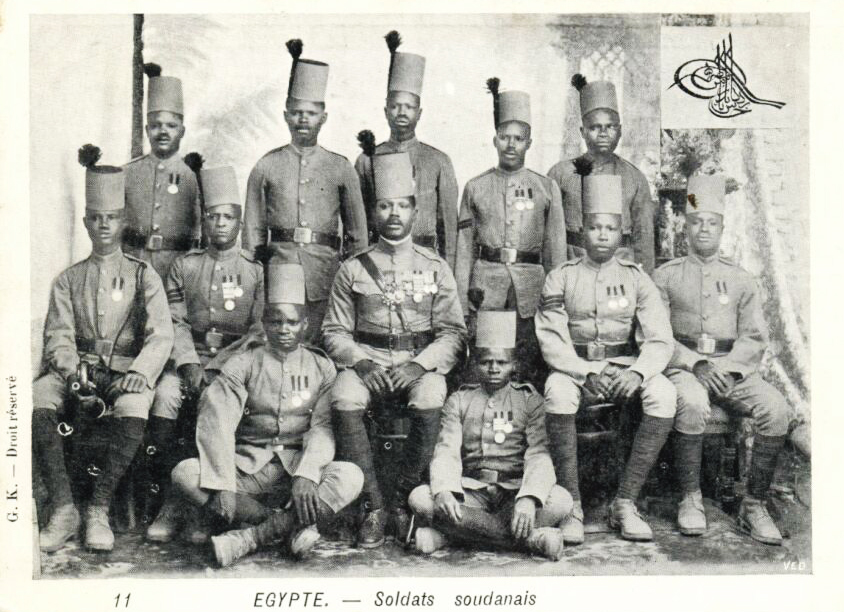
Súdánští vojáci v anglo-egyptské armádě, neznámý fotograf, 1899

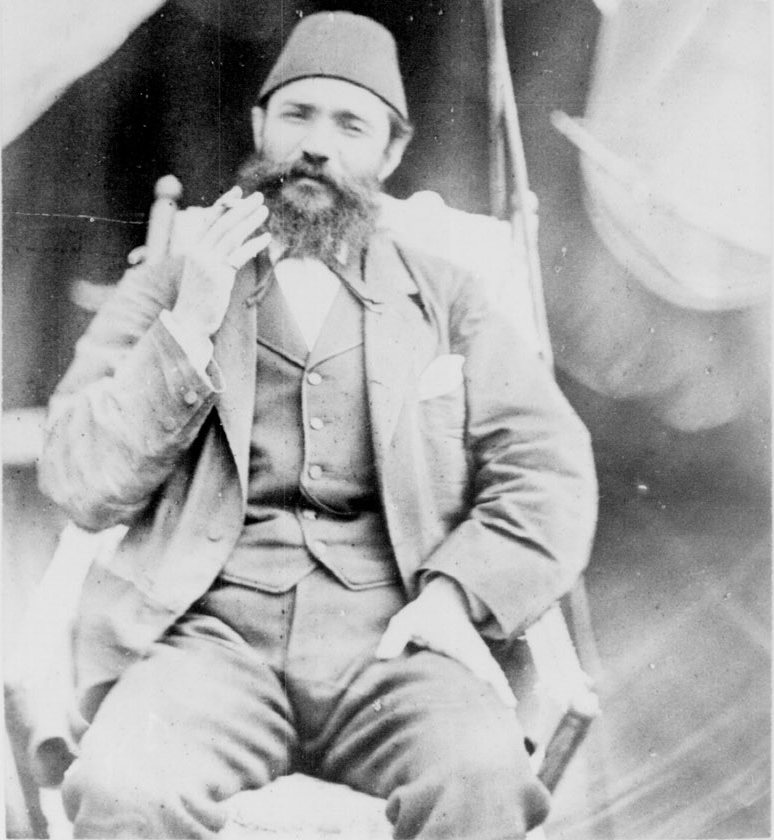
Louis-Pierre Vossion: Nicola Leontides, řecký konzul v Súdánu, 1882

Fotografie Súdánu se vztahuje k historickým i současným fotografiím pořízeným v kulturní historii dnešní Súdánské republiky. K súdánské fotografii se řadí fotografie pořízené na území dnešního Jižního Súdánu, v bývalém Anglo-egyptském Súdánu a některé z nejstarších fotografií z 60. let 19. století vytvořených během turecko-egyptské nadvlády. Stejně jako v jiných zemích, i v Súdánu během 20. století rostl význam fotografie ve sdělovacích prostředcích a rozmach zažila i amatérská fotografie, což ve výsledku vedlo k širší fotografické dokumentaci, která pokračuje i po roce 2000. Ve 21. století prošla súdánská fotografie důležitými změnami, a to zejména díky digitální fotografii a distribuci fotografie prostřednictvím sociálních médií a internetu.
V počátečním období súdánské fotografie na přelomu 19. a 20. století stáli za súdánskými fotkami i filmy zahraniční fotografové, avšak od 50. let 20. století se začali prosazovat i místní fotografové jako Gadalla Gubara nebo Rashid Mahdi. V roce 2017 Súdánský historický fotografický archiv v Chartúmu začal budovat vizuální inventář každodenního života od nezávislosti Súdánu v roce 1956 až do začátku 80. let. Jak dokumentuje rozsáhlá výstava Umělecká nadace v Šardžá Utváření moderního uměleckého hnutí v Súdánu (The Making of the Modern Art Movement in Sudan), toto období zahrnuje i Gubaru a Mahdiho jako umělecké fotografy během plodného období moderního umění v zemi.
Od konce druhé světové války vzešly ve známost fotografické příběhy venkovských etnických skupin v jižním Súdánu, které se proslavily v historii súdánské fotografie. Tyto fotografické příběhy vytvářeli fotografové cestující kolem světa, jako byl britský fotoreportér George Rodger, německá filmařka Leni Riefenstahlová nebo fotograf Sebastião Salgado z Brazílie. V poslední době vývoj v oblasti cestovního ruchu, celosvětová poptávka po fotografiích v hromadných sdělovacích prostředcích a v digitálních médiích 21. století umožnila rostoucímu počtu súdánských a zahraničních fotografů pečlivě sledovat a zaznamenávat život v Súdánu.

## Koloniální období

### Nejstarší fotografie pořízené cizinci

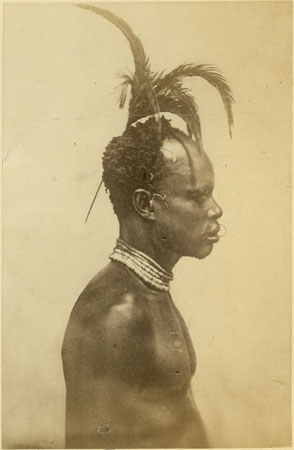
Richard Buchta: Muž kmene Avukaja, Súdán, 1877–1880

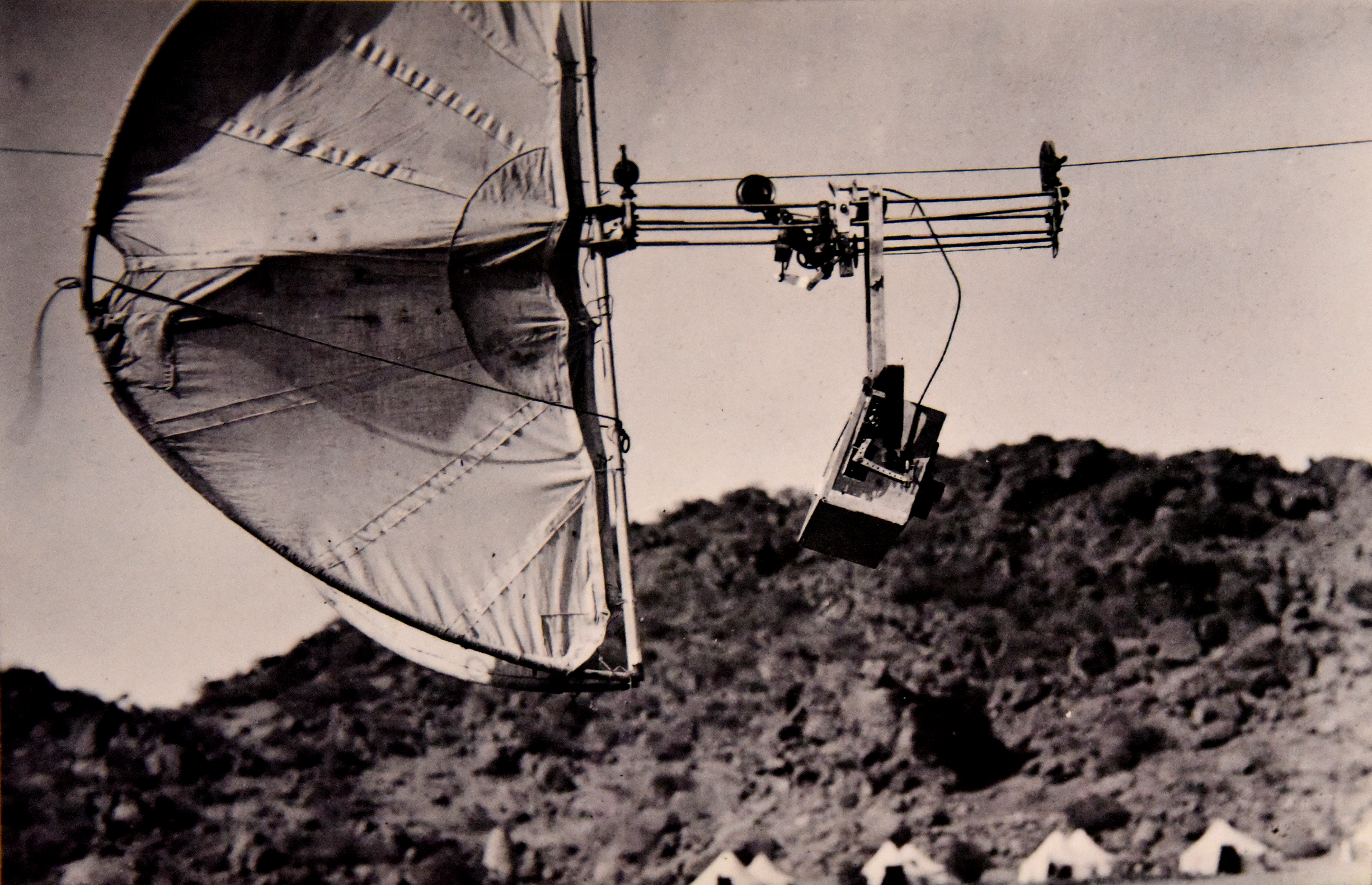
Fotografická kamera připevněná na drakovi, kterou provozoval britský archeolog Henry Wellcome, 1912–1913

Nejstarší existující fotografie v Súdánu byly pořízeny v sedmdesátých letech 19. století britskými, rakouskými, francouzskými nebo jinými zahraničními fotografy a sloužily jako dokumenty o životě v Africe. Digitální sbírky Veřejné knihovny v New Yorku mimo jiné obsahují řadu takových raných fotografií pořízených v Súdánu. Archiv několika tisíc fotografií, pořízených převážně britskými úředníky a návštěvníky v letech 1899 až 1950, je uložen v súdánském archivu na Durhamské univerzitě ve Velké Británii. Stejná univerzita také obsahuje několik dalších archivů britských koloniálních důstojníků, včetně fotografií z různých měst a oblastí Súdánu, s online katalogem.
Po svých cestách do Horního Egypta, východního Súdánu a Etiopie v roce 1847–1848 francouzský fotograf a autor vědeckých a etnografických publikací Pierre Trémaux publikoval druhý díl Voyage en Éthiopie, au Soudan Oriental et dans la Nigritie, věnované Súdánu v roce 1862, včetně výtisků z jeho fotografií lidí z Darfuru, Sennaru nebo pohoří Núba.
V 80. letech 19. století vydal rakouský průzkumník a fotograf Richard Buchta několik knih v němčině o svých cestách po Nilu, včetně velkého množství portrétních fotografií etnik v jižním Súdánu. Na přelomu let 1884/1885 zdokumentoval italsko-britský fotograf Felice Beato neúspěšnou nilskou výpravu britské armády, která přišla na pomoc generálmajorovi Charlesi Georgi Gordonovi v Chartúmu, který byl obklíčen mahdistickými silami. Po krátkém Mahdistově státu poskytlo angloegyptské dobytí Súdánu nové příležitosti pro fotografie britských vojenských nebo jiných úředníků. V té době byla raná technologie fotografování extrémně obtížná a nákladná, protože se používaly velkoformátové fotoaparáty a skleněné desky.

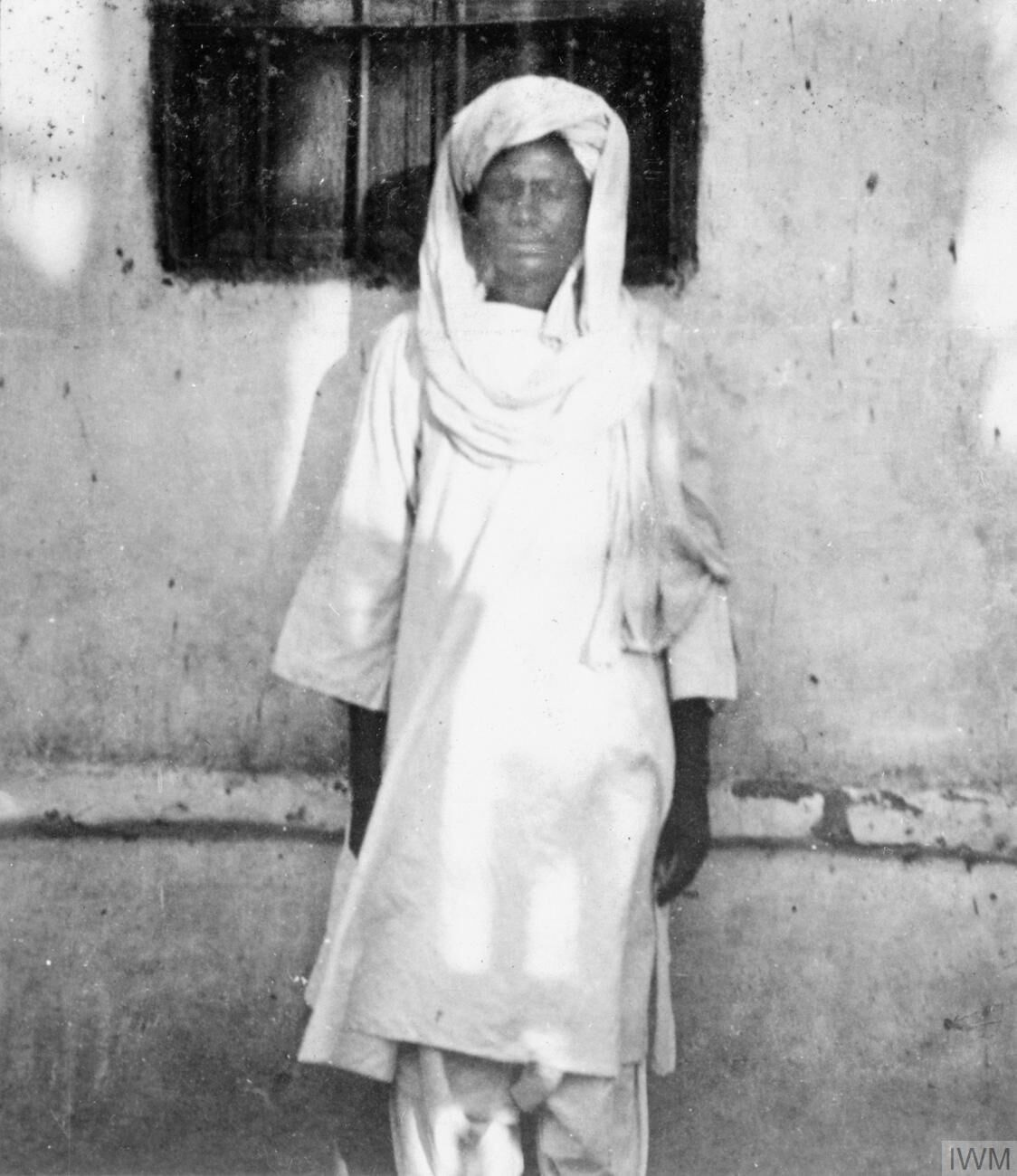
Francis Gregson: Emír Mahmúd jako válečný zajatec

Anglo-egyptské znovudobývání Súdánu v letech 1896–1898 zdokumentoval válečný zpravodaj Francis Gregson. Fotografoval jak postup britských jednotek, tak vítězství jednotek Horatia Kitchenera nad mahdistickými silami ve svém albu Khartoum 1898 s 232 stříbro-želatinovými fotografiemi. Mezi dalšími fotografiemi poražených Súdánců je například snímek velitele v bitvě u Atbary, Emira Mahmúda, jako válečného zajatce.
V letech 1912–1913 byla v Súdánu použita nová fotografická technologie a sice pro letecké snímkování v archeologii, kdy britský podnikatel a amatérský archeolog sir Henry Wellcome aplikoval svůj automatizovaný drak na troleji nesoucí fotografickou kameru při vykopávkách v Jebel Moya, dokumentoval několik dalších fotografií k této archaeologické kampani.
Kritické ocenění těchto raných nesúdánských fotografů a zájmu jejich klientů o exotické obrazy Súdánu vyjadřuje následující citát dánské výzkumné pracovnice Elsy Yvanezové:
V Súdánu pořídili britští občané mnoho fotografií zveřejněných v Chartúmu a jinde během angloegyptského kondominia (1899–1956). Jako tisíce dalších Evropanů prostřednictvím koloniálních říší Britové nasměrovali své objektivy na „typické scény“ súdánského života: trhy pod širým nebem, výhledy na Nil, rybářské scény, divokou a přirozenou krajinu a především samotné Súdánce. Mnoho z těchto fotografií bylo poté upraveno jako pohlednice (zejména společností Gordon Stationary and Bookstores v Chartúmu). Tyto obrázky, které putují koloniemi, Evropou a Amerikou, tvoří evokující, exotický a fascinující portrét súdánského lidu.
 Elsa Yvanezová, Sudanese Clothing Through the Modern Lens

### Etnografické fotografie Huga Bernatzika
V roce 1927 cestoval rakouský fotograf a cestopisec Hugo Bernatzik lodí a vlastním automobilem do jižního Súdánu. Vrátil se s 1400 fotografiemi a 30 000 stopami filmového materiálu a své dojmy a etnografické snímky lidí kmene Šilluků, Nuerů a Núba publikoval v roce 1930 v populárním cestopisu, nejprve v němčině a později v angličtině s názvem Gari Gari: The Call of the African Wilderness (1936). Exotické obrazy a popisy etnického života v odlehlých oblastech jižního Súdánu se tak dostaly do povědomí evropského publika a později je následovaly fotopříběhy George Rodgera a Leni Riefenstahlové.

### George Roger a jeho fotopříběhy Núby a Latuky
Profesionálním západním fotoreportérem, který se zajímal o tradiční životní styl v Africe, byl George Rodger, zakládající člen agentury Magnum Photos. Jeho fotografie původních obyvatel pohoří Núba v súdánské provincii Kordofán a Latuka a dalších kmenů v jižním Súdánu z roku 1948 a 1949 nazval editor knihy Núba a Latuka. Barevné fotografie „některé z historicky nejdůležitějších a nejvlivnějších snímků pořízených v subsaharské Africe během dvacátého století“. Jak napsal Rodger o několik let později: „Když jsme opouštěli pohoří Núba, vzali jsme si s sebou pouze vzpomínky na lidi... mnohem pohostinnější, rytířštější a laskavější než mnozí z nás, kteří žijeme v „temnotě“ na kontinentech mimo Afriku.“ V roce 1951 publikoval Rodger svou fotografickou esej v časopisu National Geographic. Jeho snímky později přiměly kontroverzní německou fotografku a filmařku Leni Riefenstahlovou k tomu, aby odcestovala do pohoří Núba a pořídila tam své vlastní fotografické příběhy o domorodých obyvatelích.

### První súdánští fotografové
Pokud bylo zdokumentováno, jedním z prvních profesionálních súdánských fotografů a filmových kameramanů byl Gadalla Gubara, průkopník kina v Súdánu a v Africe. Během druhé světové války a po ní natáčel a fotografoval mnoho současných událostí, jednou z nich bylo vztyčení súdánské vlajky v Den nezávislosti. Dalším raně súdánským fotografem byl fotograf samouk Rashid Mahdi. Francouzský fotograf Claude Iverné, který sám vytvořil fotografické příběhy v Súdánu, nazval Rashida Mahdiho „rozhodně nejsofistikovanějším a jedním z hlavních afrických fotografů 20. století“. Na své internetové stránce, která představuje kolekci asi 12 000 digitalizovaných obrázků od roku 1890 až dosud, Iverné publikoval mnoho fotografií Rashida Mahdiho, a to jak z Mahdiho vlastní sbírky, tak z Musée du quai Branly v Paříži. Ve svém článku An Outline History of Photography in Africa to ca 1940 zaznamenali autoři David Killingray a Andrew Roberts významnou změnu zastoupení na fotografiích Afričanů ve městech během 30. let, kdy je nazývali obrázky lidí, nikoli „domorodců“. Ala Kheir je jeden ze zakladatelů skupiny Sudanese Photographers Group v Chartúmu v roce 2009, pořádá mezinárodní výstavy fotografií a školení pro fotografy v Africe. Mimo jiné fotografoval lidi žijící na předměstí Chartúmu a trpící „zanedbanými tropickými nemocemi“, mezi které patří lepra, spavá nemoc a říční slepota.

## Období po nezávislosti (1956–2010)

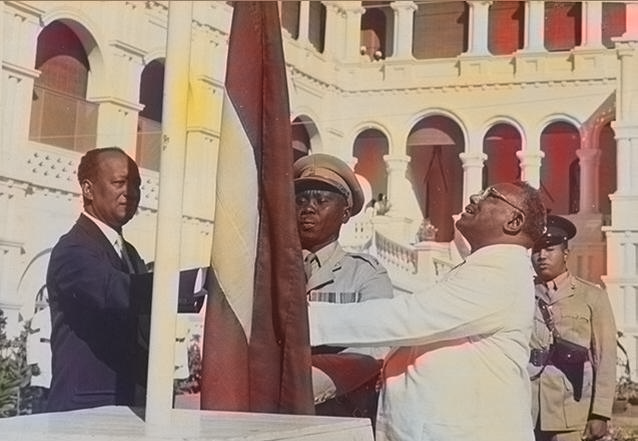
Súdánská vlajka vztyčená na slavnostním ceremoniálu nezávislosti 1. ledna 1956, foto: Gadalla Gubara

### Archiv historické fotografie Súdánu – dokumentující sociální změny
Při nedávném pokusu o sběr a publikování historických fotografií zahájil Súdánský archiv historické fotografie na katedře historie Univerzity v Chartúmu v roce 2017 budování knihovny obrazů o súdánské historii od poloviny 20. století. Podle internetové stránky archivu „tato knihovna obsahuje obrázky a knihy, které zobrazují všechny části súdánské historie od 50. a 60. let, včetně počátků Chartúmské univerzity, náboženských aktivit řádů súdánských súfijů, významných politiků, hudebníků, sportovců a každodenního života.“ Tyto fotografie jsou přístupné jak na oddělení, tak online.

### Zlaté roky fotografie 1950–1990

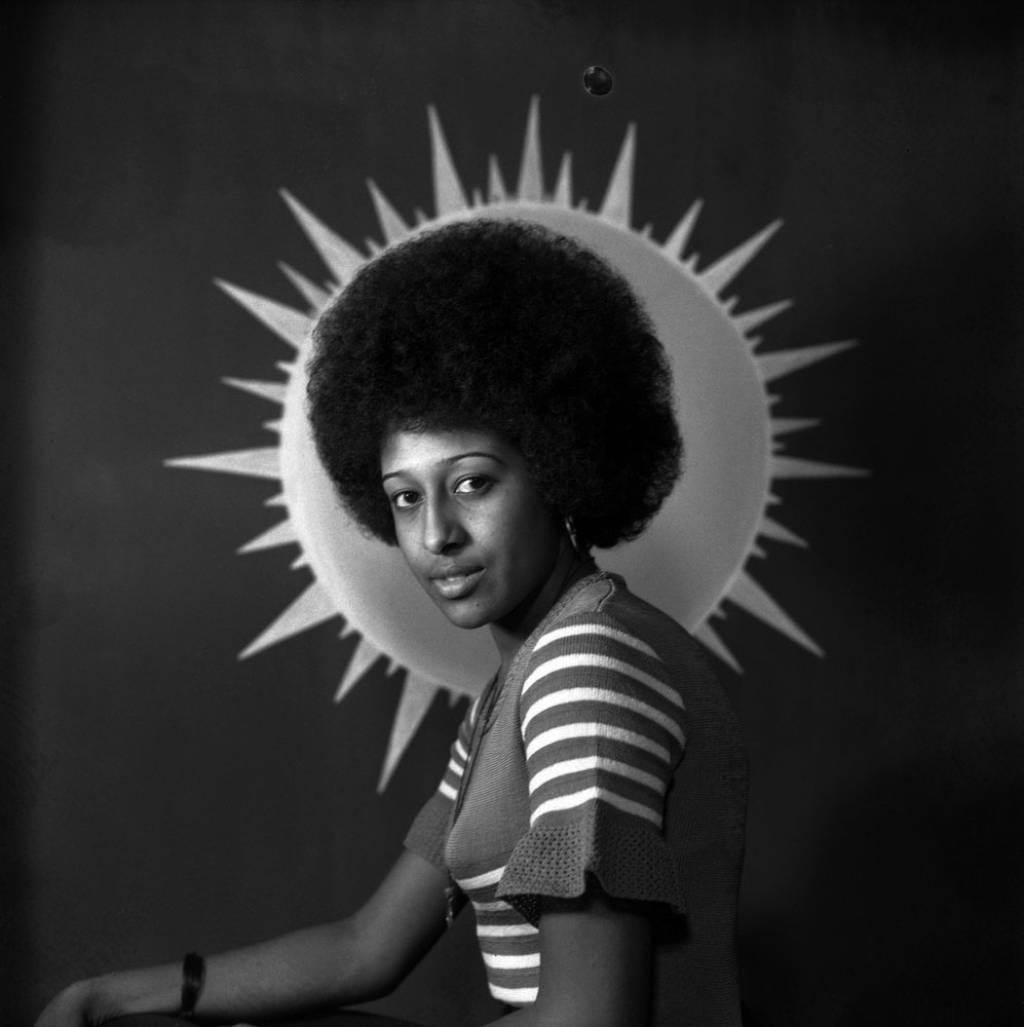
Fouad Hamza Tibin: Mladá súdánská žena, 1975

Roky před nezávislostí Súdánu v roce 1956 a až do 80. let byly popsány jako plodné období kulturního života v Súdánu, „včetně literatury, hudby a divadla až po vizuální a divadelní umění“. Mnoho súdánských fotografů této důležité éry je prezentováno v angličtině krátkým životopisem a obrázky na francouzském webu Elnour jako jsou Abbas Habib Allah, Ahmed Omar Addow, Djoua, Fouad Hamza Tibin, Mohamed Yahia Issa, Madani A. A. Gahory, Mohamed Abdarassul, Amin Rashid, Mohamed Adam Anagha, Omar Yahia Barram, Osman Hamid Khalifa, Richard Lokiden Wani nebo Shogui. Fotografie Gadalláha Gubary a Rashida Mahdiho byly také zahrnuty do komplexní výstavy v Sharjah Art Foundation na téma The Making of the Modern Art Movement in Sudan v roce 2017.
Na šestém Africkém fotografickém setkání v roce 2005 v Bamaku v Mali byl Súdán představen širokou škálou fotografií z let 1935 až 2002, i když až do tohoto okamžiku to byla z fotografického hlediska spíše „zapomenutá země“.

### Riefenstahlová a její lidé zNuby
Na základě několika cest do pohoří Núba v 60. a 70. letech, když jí bylo více než šedesát let, byly v roce 1974 vydány fotoknihy německé fotografky Leni Riefenstahlové obsahující celkem 126 barevných obrazů obyvatel Nuby v tradičním prostředí, jako Die Nuba (Poslední z Nuby) a Die Nuba von Kau (Lidé z Kau). U některých svých fotografií a filmových scén se Riefenstahl spoléhala na súdánského kameramana Gadallu Gubaru, který ji doprovázel do pohoří Nuba. Obě fotoknihy se staly mezinárodními bestsellery a přitahovaly velkou pozornost k archaickému životnímu stylu těchto kmenů v obtížně přístupných oblastech Súdánu. Snad nejznámější kritická reakce na fotografii Riefenstahlové z Nuby pocházela od americké intelektuálky Susan Sontagové. Na základě Riefenstahlové dřívější fascinace silnými a zdravými lidmi a jejích propagandistických filmů pro vládu nacistického Německa ve 20. a 30. letech Sontagová podrobně zkoumala „fašistickou estetiku“ těchto fotoknih ve své eseji Fascinující fašismus. Při psaní v New York Review of Books v roce 1975 uvedla: „Fašistická dramaturgie se soustředí na orgiastické transakce mezi mocnými silami a jejich loutkami“. K tomuto druhu kritiky pohledu a interpretace archaického afrického životního stylu cizince se připojila její sbírka esejů O fotografii, kde Sontagová tvrdí, že šíření fotografických obrazů začalo vytvářet „chronický voyeurský vztah“ veřejnosti.

### Cestovní fotografie a fotožurnalistika

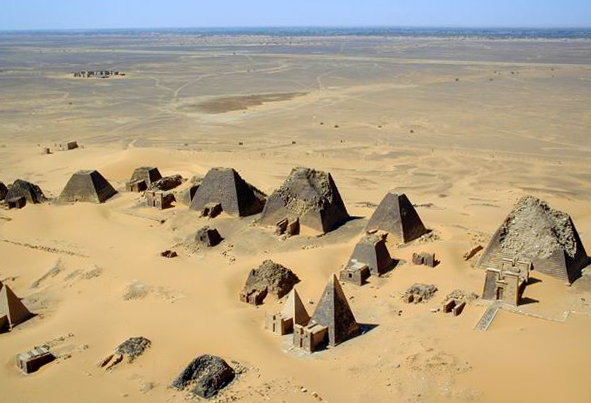
Letecký pohled na Núbijské pyramidy v Meroe, foto: B. N. Chagny, 2001

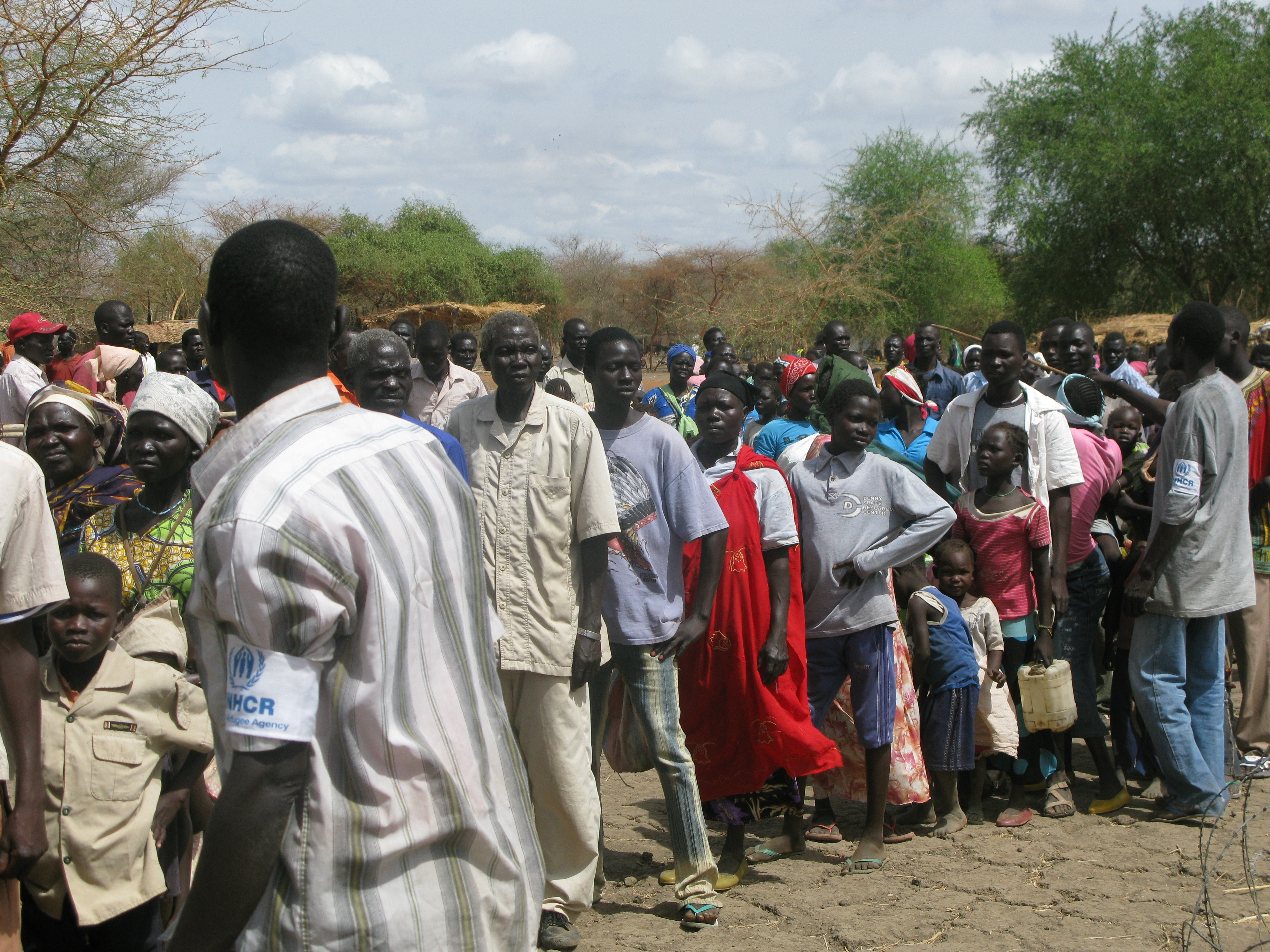
UNHCR pomáhá uprchlíkům v Jižním Súdánu, neznámý fotograf, 2012

Se vzestupem barevné fotografie, takzvaných coffee table books a ilustrovaných časopisů se specializací na bohaté fotografické eseje a mezinárodní cestovní ruch, se vyvinuly různé styly dokumentární fotografie, včetně fotografických příběhů o historickém dědictví Súdánu, jako jsou Núbijské pyramidy. Široký zájem a sociální dopady cestovní fotografie se nevztahují pouze na profesionální fotografy, ale stále více na turisty a jejich soukromé amatérské fotografie. Nárůst počtu turistů, kteří spíše fotografují, než aby skutečně sledovali nebo komunikovali se svými cestovními cíli, také vyvolal kritiku neetického chování fotografů, zejména pokud jde o fotografování v nezápadních zemích a vytváření „exotických vizí“ cizí kultury. Súdán, který je jednou z méně navštěvovaných, ale „exotičtějších“ destinací, není výjimkou.
Poté, co od 70. let 20. století vizuálně dokumentovali kulturu obyvatel Dinky v Jižním Súdánu, si americké fotografky Carol Beckwithová a Angela Fisherová získaly pověst díky svým esteticky vytvořeným obrazům starodávných způsobů chovu dobytka. Jejich fotografická esej je rozsáhle prezentována online na webu Google Arts & Culture a poskytuje divákům po celém světě umělecký dojem z Jižního Súdánu. Podobné fotografie Dinky a jejich skotu jsou také součástí dobře známých obrazů archaického životního stylu ve východní Africe brazilského fotografa Sebastião Salgada.
Jelikož mnoho lidí v některých oblastech Súdánu trpí nuceným vysídlením, občanskou válkou nebo obchodováním s lidmi, pravidelně o tom informují i novináři svými fotografiemi a jsou publikovány ve zbytku světa. Oddělení pro styk s veřejností velkých agentur OSN, jako je UNMIS, Mise OSN v Súdánu pro udržení míru, WHO nebo UNICEF, obvykle pro své fotoreportáže zaměstnávají profesionální fotografy ze zahraničí. V některých případech jsou však pro tento druh dokumentární fotografie zaměstnáni i súdánští samostatně školení fotografové jako například Sari Omer, kteří využívají svých kulturních znalostí o dotyčných obyvatelích.
V roce 1993 byl po celém světě zveřejněn šokující obraz dítěte, které leží bez života na zemi a které pozoruje sup sedící poblíž, jako připomínka lidské katastrofy v jižním Súdánu. Fotograf Kevin Carter, jihoafrický fotoreportér, se stal známým svým šokujícím snímek s názvem Sup a malé děvčátko. Podle otázek týkajících se tohoto úkolu Carter později řekl, že byl šokován situací, kterou právě fotografoval, a supa zahnal. Následující rok získal Carter za svůj snímek Pulitzerovu cenu za fotografii, což u mnoha lidí vyvolalo obavy z etického chování fotografa a vydavatelů.

## Po roce 2010

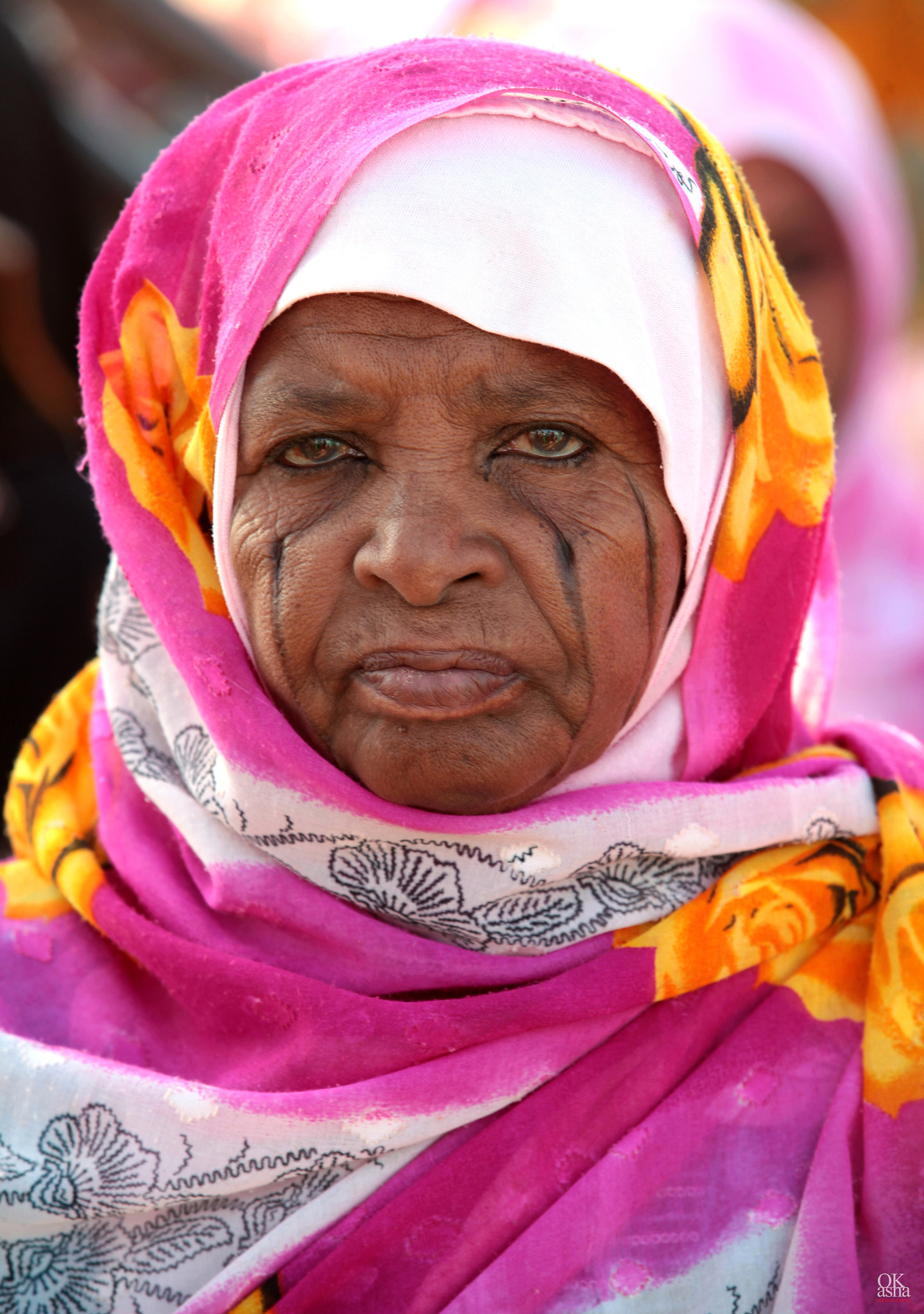
Súdánská žena se skarifikacemi, autor Okasha Chartúm, 2013

### Digitální fotografie: nová generace
Přestože v Súdánu neexistují žádné instituce pro výuku fotografie, nové technické možnosti digitální fotografie, úpravy obrázků a používání internetu ke studiu a sdílení fotografií umožnily rostoucímu počtu Súdánců studovat fotografii. Stejně jako v jiných zemích vedlo rozšíření dostupných mobilních telefonů a internetových tarifů většinou mladších Súdánců k experimentům s digitálními fotoaparáty nebo fotografování z mobilních telefonů a ke sdílení jejich obrázků nebo videí na sociálních médiích.
V roce 2009 založila neformální skupina začínajících fotografů na Facebooku Skupinu súdánských fotografů. Myšlenkou této skupiny bylo mít snadno dostupné virtuální místo pro všechny fotografy, kteří mají zájem, aby se mohli setkávat a sdílet nápady. V roce 2012 se rozhodli vážně zaměřit na uměleckou fotografii a našli si partnera pro pořádání workshopů v německém kulturním centru v Chartúmu. Tyto workshopy byly vedeny pozvanými profesionálními fotografy z Německa, Jihoafrické republiky a dalších afrických zemí a opakovaly se několik let, přičemž se pořádaly workshopy, přednášky a dialog fotografů. Z těchto snah o další školení bylo uspořádáno několik výstav fotografií s názvem Mugran Photo Week. Od té doby byli někteří z převážně fotografů-samouků pozváni na mezinárodní výstavy, jako je African Photography Encounters v Bamaku, a někteří z fotografů získali granty na studium v zahraničí. Jedním z příkladů jsou Centers of Learning for Photography in Africa (CLPA), rostoucí síť nezávislých vzdělávacích struktur pro fotografii, která zahrnuje fotografy jako Ala Kheir a další ze Súdánu, stejně jako fotografy z dalších afrických zemí.

### Obchodní výzvy a politická vyjádření
Důležitým limitujícím faktorem pro profesionální fotografy v Súdánu je nízká poptávka po komerční fotografii. Pozoruhodné společnosti využívající profesionální fotografie súdánského prostředí jsou DAL Group, největší súdánská společnost, která propaguje zejména súdánské potravinářské výrobky a místní tradice a také významní poskytovatelé internetu jako MTN, nebo Zain. Navzdory takovým omezením dnes existuje mnoho súdánských fotografů na volné noze, kteří experimentují se všemi druhy fotografií, od pouliční fotografie až po uměleckou fotografii nebo dokonce experimentální fotografii.
Po změnách ve veřejném životě v důsledku súdánské revoluce 2018/2019 se otevírají nové šance na umělecké vyjádření, veřejné akce nebo zapojení občanů do společnosti. Důležitost fotografií pro vyjádření politické účasti se projevila ikonickým obrazem súdánská studentka Alaa Salah, která si získala celosvětovou pozornost médií prostřednictvím snímku, který pořídila během protestů v roce 2019 amatérská fotografka Lana Haroun svým chytrým telefonem.
Dalším příkladem je fotografie japonského fotografa Jasujoši Čiba z Agence France-Presse, která ukazuje mladého muže v Chartúmu recitujícího protestní poezii, zatímco demonstranti skandují hesla volající po civilní vládě, byla vybrána v soutěži World Press Photo jako fotografie roku 2020. V roce 2022 byl snímek súdánského fotografa Faize Abubakra Mohameda zobrazující protestující ženu vrhající nádobu se slzným plynem zpět na pořádkovou policii během prodemokratických protestů v Súdánu v roce 2021 oceněn první cenou v kategorii „Singles Category for Africa“ v soutěži World Press Photo. V roce 2022 získal Ammar Abdallah Osman první místo na East African Photography Awards v kategorii Human Singles za svůj portrét Man with Nobody.

## Současná fotografie

Mohamed Nureldin Abdallah: Muž moderního světa, 1994

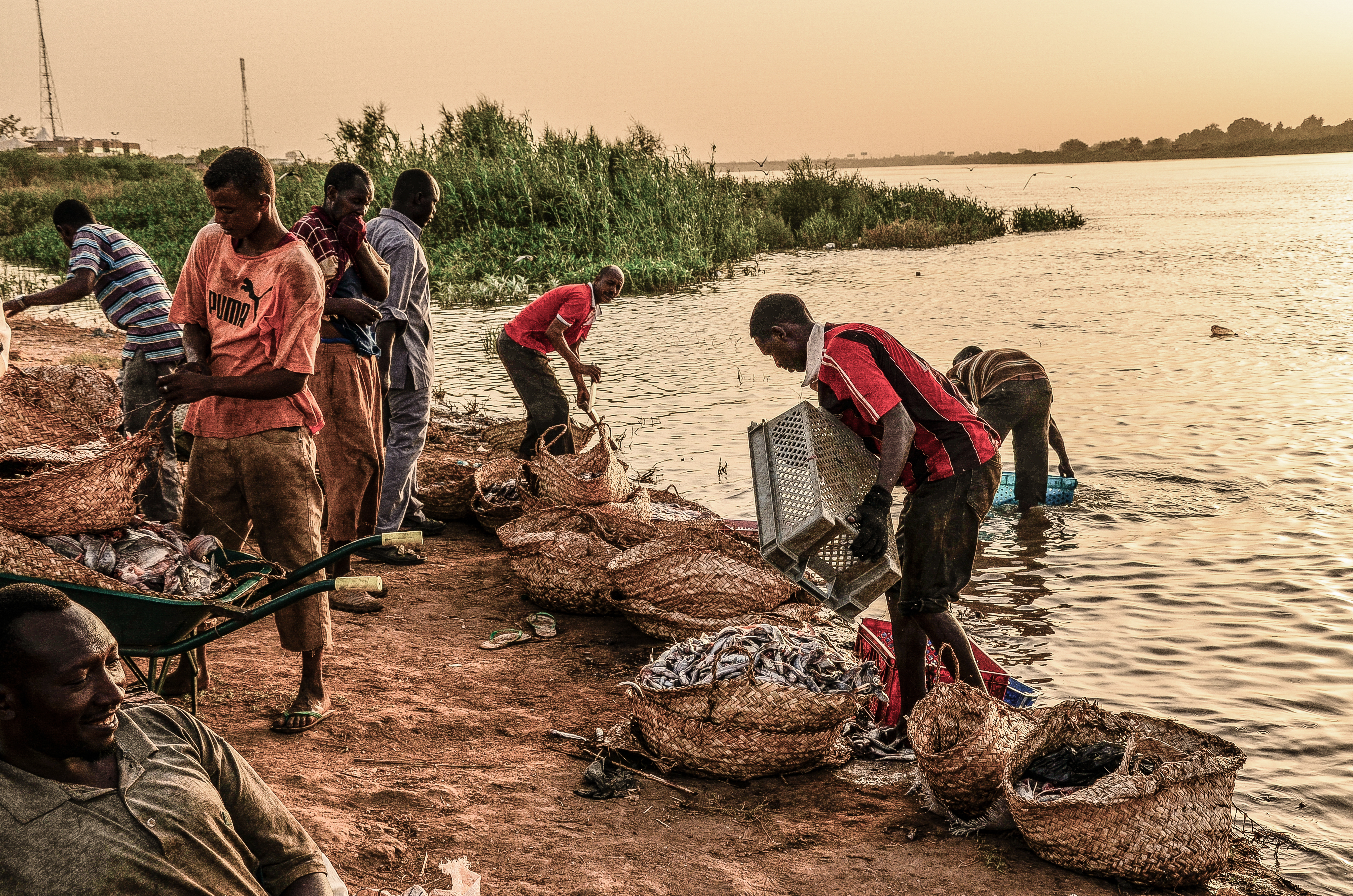
Eythar Gubara: Rybaření na řece Nilu

K významným současným súdánským fotografům patří profesionální fotoreportéři Mohamed Nureldin Abdallah, který již více než 15 let zastřešuje Súdán pro multimediální zprávy Reuters a je také známý svou imaginární uměleckou fotografií a Ashraf Shazly, který pracuje pro AFP / Getty Images v Chartúmu.
Dalšími významnými fotografy, kteří se převážně zabývají nekomerční fotožurnalistikou, jako je pouliční fotografie nebo dokumentování kulturního života prostřednictvím módy nebo jiného životního stylu, jsou Ala Kheir, Mohamed Altoum, Hisham Karouri, Sharaf Mahzoub, Nagi Elhussain, Sari Omer, Atif Saad, Muhammad Salah, Wael Al Sanosi aka Wellyce, nebo Ahmad Abushakeema a fotografky Ola Alsheikh, Salma Alnour, Soleyma Osman, Duha Mohamed nebo Eythar Gubara. Většina z nich jsou členové Súdánské skupiny fotografů a od roku 2010 jsou součástí nadcházející generace súdánských fotografů.
V roce 2021 francouzská kniha Soudan 2019, année zéro představila podrobnou historickou a sociologickou dokumentaci a analýzu týdnů během súdánské revoluce, které předcházely smrtelnému útoku a zničení místa, které demonstranti obsadili před velitelstvím ozbrojených sil v centru Chartúmu. Součástí této dokumentace masakru v Chartúmu jsou četné snímky od súdánských fotografů, kteří do té doby dokumentovali povstání. Od července do září 2021 organizoval mezinárodní fotografický festival Rencontres de la photographie v Arles v jižní Francii výstavu o súdánské revoluci pod názvem Thawra! ثورة Revolution!. Představila snímky některých súdánských fotografů, kteří přispěli do knihy Soudan 2019, année zéro.
Během tohoto festivalu získala Eythar Gubara fotografickou cenu (Prix de la photo Madame Figaro - Arles) za svůj fotografický příběh Nic nemůže zastavit Kandakas (titul královen ve starověké Núbii), sponzorovaný francouzským ženským časopisem Madame Figaro. Toto ocenění zahrnovalo módní fotografický editoriál od Gubary, publikovaný v časopise v červenci 2022.
Jako literární reflexi dokumentární fotografie politických událostí popsala jihosúdánská spisovatelka Stella Gaitano záměry fiktivního fotografa fotografujícího během súdánské revoluce:
Prostě dělal to, co uměl dobře, pro dobro revoluce: fotografoval z různých míst snímky, které vzbuzovaly nadšení, jako obraz té revoluční ženy, která zvedla slzný granát a hodila ho zpět tam, odkud přiletěl. Fotografie, které vyvolávaly hněv, jako ta, na které několika maskovaných agentů bičuje dítě. Fotografie, které vyvolaly bolest i hněv, jako když padl mučedník, pokrytý krví. Fotografie, které vyvolaly znechucení, jako například ta, kdy bezpečnostní pracovníci přepadají domy – naprosto nerespektují útočiště lidí, aby hledali revolucionáře. Fotografie, které vyvolávaly úsměvy, jako ta malá holčička, kterou někdo nese na ramenou a křičí „Pryč s režimem zabijáků!“ 
Stella Gaitano, The Rally of the Sixth of April

### Pohlednice zChartúmu 2023
Po ozbrojeném konfliktu v Súdánu v roce 2023 zahájili Ala Kheir, Ola Alsheikh a další súdánští fotografové online projekt Postcards from Khartoum (Pohlednice z Chartúmu). Uprostřed ničení jejich měst, tisíců lidí prchajících před boji a nedostatku jídla, vody a elektřiny, publikují své obrázky a krátké komentáře jako „pohled na to, co se děje v jejich životech od 16. dubna 2023."

## Sbírky a online archivy

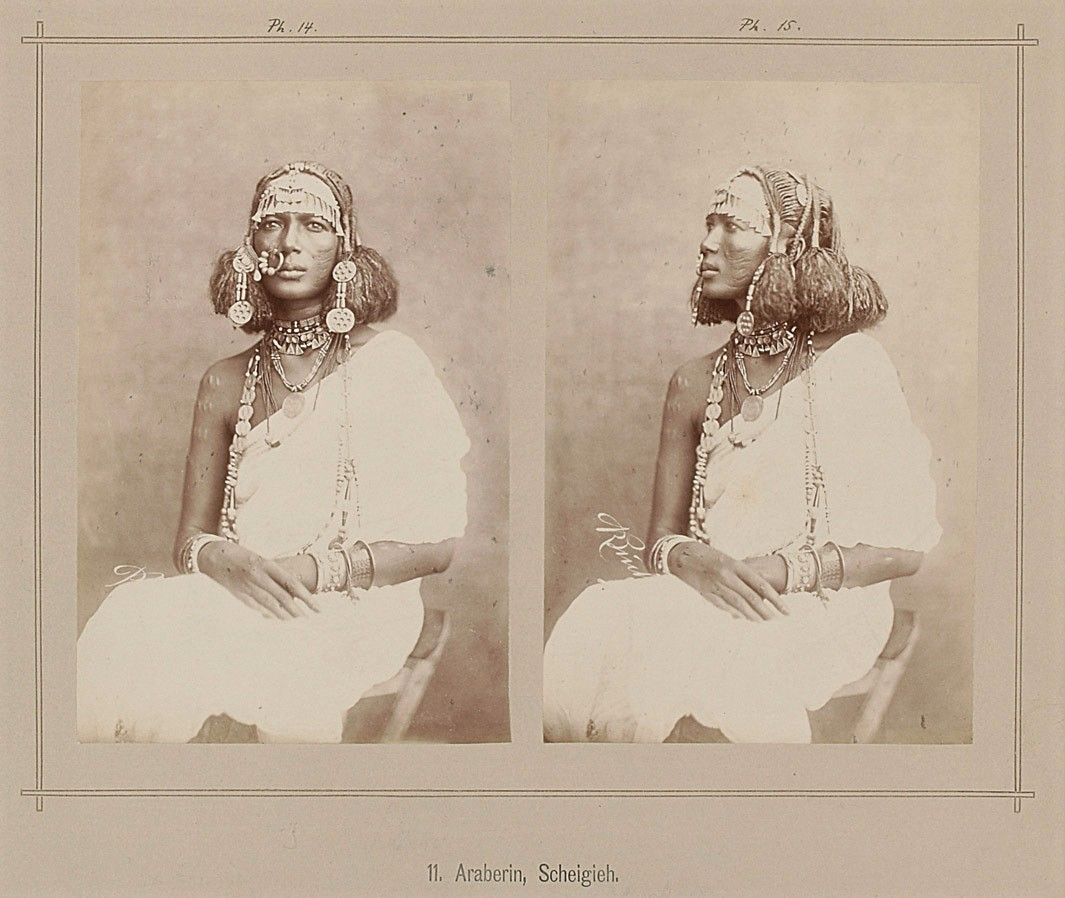
Richard Buchta: Žena z kmene Šaigijů, asi 1880

Počínaje rokem 2018 online archiv a projekt kulturního dědictví Sudan Memory zachovává a propaguje súdánské kulturní dědictví jak fyzicky v zemi samotné, tak od dubna 2022 prostřednictvím internetu. Kromě mnoha dalších dokumentů nabízí internetová stránka projektu přístup k mnoha fotografiím dokumentujícím politickou a kulturní historii Súdánu a také jeho přírodní a demografickou rozmanitost od počátku 20. století do současnosti. Největší fotografický archiv v zemi, fotografické studio Rashida Mahdiho ve městě Atbara, obsahuje stovky fotografií dokumentujících soukromou, veřejnou a ekonomickou historii regionu od 40. do 90. let 20. století. Gadalla Gubara (1920–2008), mezinárodně nejznámější súdánský fotograf a filmař, je představen během práce ve svém ateliéru a pouliční umění súdánské revoluce z roku 2019 je prezentováno prostřednictvím více než 60 fotografií.
Historické fotografie Súdánu jsou také dostupné online z řady mezinárodních sbírek, například je poskytují Durhamská univerzita (fotografie a dokumenty), Pitt Rivers Museum, Oxford, (podrobný katalog etnografických fotografií z jižního Súdánu), obě instituce také přispívají do projektu Sudan Memory. Dále Etnologické muzeum ve Vídni představuje historické fotografie Richarda Buchty, rakouského cestovatele a raného fotografa.
Súdánsko-americká spisovatelka Dalia Elhassan ve své eseji The Sudanese gaze: Visual memory in post-independence Sudan (Súdánský pohled: Vizuální paměť v Súdánu po nezávislosti) pojednávala o složitých vztazích, které súdánské historické fotografie a filmy hrají při vytváření znalosti o této východoafrické zemi. Pro lidi jako ona, kteří žijí v súdánské diaspoře, tak i pro Súdánce doma a zároveň různých generací, se tyto obrazy „zachycené súdánským objektivem, súdánským pohledem“ přímo týkají otázek kulturní identity, černošství, historie a jejich vnímání v súdánské literatuře, vizuálním umění a médiích.
I když samotní fotografové nemohou žít nekonečně dlouho, jsou to příběhy, vizuální vzpomínky bezpečně uchované v jejich fotografiích, které zůstávají živé: čas v Súdánu, který navzdory veškeré snaze vymazat ho z národního povědomí, dokáže povzbudit pohled na jedinou fotografie zachycenou súdánským pohledem.
 Dalia Elhassan, The Sudanese gaze: Visual memory in post-independence Sudan